# Henri Meige
Henri Meige (Moulins (Allier), 11 februari 1866 - ?, 1940) was een Franse neuroloog. Hij studeerde in Parijs bij de bekende Jean-Martin Charcot en studeerde af in 1893, het jaar waarin Charcot overleed. Hij werkte als arts in het Hôpital de la Salpêtrière, maar was later in zijn leven ook werkzaam aan de kunstacademie École de Beaux-Arts.
Meige's onderzoek (onder anderen samen met Pierre Marie) richtte zich aanvankelijk op zenuwziekten in het algemeen, maar gaandeweg werd hij specialist op het terrein van de extrapiramidale laesies. Hij publiceerde het werk Les tics et leur traitement, waarin hij ook inging op blefarospasmen en tics. Een combinatie van een verkramping van de mond en de oogleden werd naar hem het syndroom van Meige genoemd.
Meige was een groot liefhebber van kunst. Tijdens medische congressen sloeg hij vaak toespraken en colleges over om de lokale musea te kunnen bezoeken.
- Bibsys: 3009723
- Bibliothèque nationale de France: cb128074280 (data)
- Gemeinsame Normdatei: 126600376
- International Standard Name Identifier: 0000 0001 2127 8245
- Library of Congress Control Number: nr96031057
- Base Léonore: 19800035/735/83451
- Nationale Bibliotheek van Tsjechië: xx0249392
- Nationale Bibliotheek van Israël: 987007291938505171
- Nederlandse Thesaurus van Auteursnamen: 115003657
- Système universitaire de documentation: 030406722
- Virtual International Authority File: 35453690
- WorldCat: E39PBJfCrf33tYVgwjwmJ3tFrq